# Calliergis ramosa
Calliergis ramosa là một loài bướm đêm thuộc họ Noctuidae. Nó được tìm thấy ở miền trung và miền nam châu Âu, từ Pháp phía bắc đến Hà Lan, phía đông đến Ba Lan, phía nam qua miền đông châu Âu tới Hy Lạp.
Ấu trùng ăn các loài Lonicera.